# Kunčický bludný balvan
Kunčický bludný balvan je největší známý bludný balvan v České republice. Nachází se v Ostravě, je chráněn jako přírodní památka.

## Poloha
Balvan se nachází na Vratimovské ulici v ostravské místní části Kunčice městského obvodu Slezská Ostrava. Je umístěn v blízkosti Jižní brány Nové huti na konečné tramvajové linky č. 4. Podpírá jej podstavec z betonu.

## Popis
Kunčický bludný balvan sem byl zanesen v době ledové někdy ve starších čtvrtohorách. Jeho domovinou je severní Evropa, nejspíše oblasti dnešního středního Švédska či jižního Finska.
Balvan byl objeven v roce 1954 během základových prací na novohuťské slévárně (tehdy Nová huť Klementa Gottwalda). Byl vyzdvižen z hloubky 6,8 m. Hmotnost balvanu činí 17,5 tun. Je elipsovitého, poměrně pravidelného tvaru s rozměry 320 × 250 × 155 cm, což z něj činí největší známý bludný balvan na území České republiky. Je tvořen nažloutle šedorůžovou horninou žulového charakteru popisovanou jako hrubozrnný porfyrický granit. V balvanu lze nalézt i vyrostlice narůžovělých a nažloutlých draselných živců o velikosti 1–2 cm, dále plagioklas, drcený křemen, biotit v protáhlých shlucích, magnetit, apatit a řídce epidot.

## Ochrana
Balvan byl pro svou unikátnost vyhlášen k 1. lednu 1990 přírodní památkou. Nehrozí mu bezprostřední nebezpečí, nicméně na něj může mít negativní vliv spadaný popílek z místních továren. Plán péče proto počítá s šetrným čištěním balvanu vždy po 5 letech, v případě potřeby i častěji.